# Liste der denkmalgeschützten Objekte in Leutasch
Die Liste der denkmalgeschützten Objekte in Leutasch enthält die 18 denkmalgeschützten, unbeweglichen Objekte der Tiroler Gemeinde Leutasch.

## Denkmäler
| Foto |                 | Denkmal                                                                                               | Standort                                         | Beschreibung | Metadaten |
| ---- | --------------- | --- | ------------------------------------------------ | --- | --- |
| ja   | Datei hochladen | Bauernhaus Beim Mühlpaula HERIS-ID: 39909 Objekt-ID: 39752 TKK: 54193                                 | Gasse 163 Standort KG: Leutasch                  | Der zweigeschoßige Einhof mit vorkragendem Satteldach und Bundwerkgiebel wurde um 1800 errichtet. Der Wohnteil ist gemauert, der rückwärts anschließende Wirtschaftsteil über gemauertem Erdgeschoß in verschalter Ständerbauweise aufgeführt. Die Fassaden des Wohnteiles sind mit gemalten Tür- und Fensterfaschen sowie Eckquaderketten gestaltet. An der Ostfassade befindet sich Malereien mit dem hl. Johannes auf Patmos und einer Landschaft mit Symbolen (um 1800). | BDA-Hist.: Q37991605 Status: Bescheid Stand der BDA-Liste: 2025-06-30 Name: Bauernhaus Beim Mühlpaula GstNr.: 295 Bauernhaus Beim Mühlpaula                                                                   |
| ja   | Datei hochladen | Marienkapelle Obere Gasse HERIS-ID: 96705 Objekt-ID: 112269 TKK: 54151                                | neben Gasse 163 Standort KG: Leutasch            | Der rechteckige Kapellenbau mit dreiseitigem Chorschluss, Satteldach und hölzernem Giebelreiter wurde um 1790 erbaut. Die Gliederung erfolgt durch Architekturmalerei mit Eckpilaster, Tür- und Fensterfaschen. An der Giebelfassade eine gemalte Sonnenuhr. Das Bild Anbetung der Hirten auf der flach gewölbten Innenraumdecke stammt von Josef Degenhart, inschriftlich 1790. | BDA-Hist.: Q37768588 Status: § 2a Stand der BDA-Liste: 2025-06-30 Name: Marienkapelle Obere Gasse GstNr.: .26 Gassenkapelle, Leutasch                                                                         |
| ja   | Datei hochladen | Kath. Pfarrkirche hl. Maria Magdalena und Friedhof HERIS-ID: 55692 Objekt-ID: 64465 TKK: 19564, 54134 | gegenüber Kirchplatzl 148 Standort KG: Leutasch  | Die 1190 erstmals genannte Kirche wurde mehrmals erweitert. 1820/21 wurde sie unter Beibehaltung des barocken Turms neu gebaut. An das vierjochige Langhaus schließt im Osten ein eingezogener, polygonal geschlossener Chor an, an der Nordseite sind der Turm und die Sakristei angebaut. An der Westfassade befindet sich das Hauptportal mit einer offenen Vorhalle. Im Inneren wird der klassizistische Saalraum von einem Tonnengewölbe überspannt und durch Pilaster gegliedert. Die Gewölbefresken wurden 1821 von Leopold Puellacher geschaffen, sie zeigen im Chor Szenen zum Altarsakrament und im Langhaus die Aufnahme Maria Magdalenas in den Himmel und den Engelssturz. Der barocke Hochaltar von 1767 wurde aus Benediktbeuern angekauft. Die Seitenaltäre und die Reliefs an der Kanzel stammen von Josef Falbesoner, das Hochaltarbild und die Seitenaltarbilder von Leopold Puellacher. | BDA-Hist.: Q38067268 Status: § 2a Stand der BDA-Liste: 2025-06-30 Name: Kath. Pfarrkirche hl. Maria Magdalena und Friedhof GstNr.: .16/1, 119, .16/2, .401, 1/2 Pfarrkirche hl. Maria Magdalena, Oberleutasch |
| ja   | Datei hochladen | Armenhaus HERIS-ID: 96723 Objekt-ID: 112291 TKK: 54186                                                | Kirchplatzl 152 Standort KG: Leutasch            | Der zweigeschoßige Mauerbau mit Mittelflurgrundriss und geschindeltem Satteldach wurde in der zweiten Hälfte des 19. Jahrhunderts errichtet. Die Fassaden sind durch geputzte Eckpilaster und ein Gurtgesims gegliedert, an der Südseite befindet sich das Wandbild „Lasset die Kinder zu mir kommen“ in Putzrahmung aus der Erbauungszeit. | BDA-Hist.: Q37768648 Status: § 2a Stand der BDA-Liste: 2025-06-30 Name: Armenhaus GstNr.: .248 Armenhaus, Oberleutasch                                                                                        |
| ja   | Datei hochladen | Widum und Wirtschaftsgebäude HERIS-ID: 96724 Objekt-ID: 112292 TKK: 19565, 54187                      | Kirchplatzl 153 Standort KG: Leutasch            | Das Widum wurde 1648 erneuert und vergrößert und erhielt 1841/1842 sein heutiges Erscheinungsbild. Zum zweigeschoßigen Mauerbau mit Walmdach über Hohlkehle gehört ein freistehendes Wirtschaftsgebäude nördlich davon. | BDA-Hist.: Q37768657 Status: § 2a Stand der BDA-Liste: 2025-06-30 Name: Widum und Wirtschaftsgebäude GstNr.: .3 Widum Oberleutasch                                                                            |
| ja   | Datei hochladen | Ganghofer Museum, ehem. Volksschule HERIS-ID: 96725 Objekt-ID: 112293 TKK: 54189                      | Kirchplatzl 154 Standort KG: Leutasch            | Der mächtige zweigeschoßige Bau mit Walmdach wurde 1949–1950 als Volksschule errichtet und beherbergt seit 1999 das Ganghofer-Museum. An der Südfassade befindet sich ein Sgraffito mit einer Darstellung von spielenden Kindern in der Natur, das 1950 von Fritz Berger geschaffen wurde. | BDA-Hist.: Q1168645 Status: § 2a Stand der BDA-Liste: 2025-06-30 Name: Ganghofer Museum, ehem. Volksschule GstNr.: .426 Ganghofermuseum, Leutasch - building                                                  |
| ja   | Datei hochladen | Kapelle Lehner, Veitlkapelle HERIS-ID: 96699 Objekt-ID: 112263 TKK: 54145                             | nahe Lehner 192 Standort KG: Leutasch            | Der rechteckige Kapellenbau mit geradem Chorschluss, Schindeldach und hölzernem Giebelreiter stammt aus dem 17. Jahrhundert, er wurde 1721 verändert. Die Deckenmalereien im kreuzgewölbten Innenraum und der Altarprospekt stammen von Josef Degenhart, inschriftlich 1792. | BDA-Hist.: Q37768578 Status: § 2a Stand der BDA-Liste: 2025-06-30 Name: Kapelle Lehner, Veitlkapelle GstNr.: .58 Lehnerkapelle, Leutasch                                                                      |
| ja   | Datei hochladen | Kapelle in Unterlochlehen HERIS-ID: 71398 Objekt-ID: 84579 TKK: 33696                                 | bei Lochlehn 241 Standort KG: Leutasch           | Die schlichte Kapelle mit dreiseitigem Chorschluss, Satteldach und hölzernem Dachreiter wurde Anfang des 18. Jahrhunderts erbaut. Die Giebelfassade weist ein von rundbogig geschlossenen Fenstern flankiertes Rundbogenportal, ein Ochsenauge im Giebelfeld und zwei kleine Rechteckfenster auf. Im tonnengewölbten Innenraum befindet sich eine dreiseitige Apsis mit gemaltem Baldachin. | BDA-Hist.: Q38127510 Status: Bescheid Stand der BDA-Liste: 2025-06-30 Name: Kapelle in Unterlochlehen GstNr.: .110 Hl. Maria (Unterlochlehen)                                                                 |
| ja   | Datei hochladen | Moos-Kapelle HERIS-ID: 96714 Objekt-ID: 112280 TKK: 54156                                             | östlich Moos 9 Standort KG: Leutasch             | Die barocke Kapelle aus dem 17. Jahrhundert ist ein rechteckiger Bau mit geradem Chorschluss, abgeschrägten Kanten, geschindeltem Satteldach und hölzernem Dachreiter. Die Giebelfassade ist mit einem Rundbogenportal, zwei Dreipassöffnungen und einem Ochsenauge im Giebelfeld gegliedert. Der Innenraum weist ein Tonnengewölbe auf. | BDA-Hist.: Q37768622 Status: § 2a Stand der BDA-Liste: 2025-06-30 Name: Moos-Kapelle GstNr.: .180 Mooskapelle, Leutasch                                                                                       |
| ja   | Datei hochladen | Ortskapelle HERIS-ID: 96712 Objekt-ID: 112278 TKK: 54155                                              | gegenüber Obern 37 Standort KG: Leutasch         | Die zweijochige Kapelle mit eingezogenem, an den Kanten abgeschrägtem Chor, Satteldach und hölzernem Giebelreiter wurde Anfang des 19. Jahrhunderts errichtet. In der Giebelnische an der Fassade befindet sich eine Holzstatue der Maria Immaculata. Der Innenraum weist ein Tonnengewölbe auf. | BDA-Hist.: Q37768607 Status: § 2a Stand der BDA-Liste: 2025-06-30 Name: Ortskapelle GstNr.: .194 Obernkapelle, Leutasch                                                                                       |
| ja   | Datei hochladen | Ruine Porta Claudia HERIS-ID: 110739 Objekt-ID: 128460 TKK: 54206                                     | Schanz Standort KG: Leutasch                     | Die Porta Claudia wurde 1633 unter Claudia de Medici im Dreißigjährigen Krieg als Grenzbefestigung gegen Bayern angelegt. Nach der Zerstörung im Bayrischen Rummel 1703 wurde sie 1705/1711 und 1796/1797 wiederhergestellt und ist seit 1805 dem Verfall preisgegeben. Erhalten sind ein zweigeschoßiger wehrhafter Torbau im Tal aus dem 17. Jahrhundert mit zwei vorgezogenen, eckturmartigen Flügeln sowie Reste der Befestigungsanlagen im Tal und an den Berghängen. | BDA-Hist.: Q64487362 Status: § 2a Stand der BDA-Liste: 2025-06-30 Name: Ruine Porta Claudia GstNr.: 1363/1, 1365 Leutascher Schanz                                                                            |
| ja   | Datei hochladen | Grenzbefestigung, ehem. Zollgebäude HERIS-ID: 11342 Objekt-ID: 7427 TKK: 54205                        | Schanz 272 Standort KG: Leutasch                 | Das Gebäude wurde um 1633 als Teil der Grenzbefestigung Porta Claudia angelegt und diente bis etwa 1980 als Zollgebäude. Das zweigeschoßige Durchfahrtsgebäude mit Walmdach und unregelmäßiger Achsengliederung weist zwei holzverschindelte Eckflügel (ehemals vier Ecktürme), einen Mittelrisalit mit teils vermauertem Rechteckportal, seitliche Pilaster, einen genuteten Torbogen und ein Abschlussgesims (um 1810) auf. Die kreuzgewölbte Durchfahrtshalle dient heute als Gaststube. | BDA-Hist.: Q38097464 Status: Bescheid Stand der BDA-Liste: 2025-06-30 Name: Grenzbefestigung, ehem. Zollgebäude GstNr.: .120 Ehem. Zollgebäude Schanz                                                         |
| ja   | Datei hochladen | Kapelle in der Klamm, Kapelle hl. Jakob, Höll-Kapelle HERIS-ID: 96688 Objekt-ID: 112251 TKK: 54140    | östlich Schanz 273 Standort KG: Leutasch         | Wegkapelle an der Straße nach Mittenwald. Errichtet 1697, barockes Interieur mit Malerei. | BDA-Hist.: Q37768551 Status: § 2a Stand der BDA-Liste: 2025-06-30 Name: Kapelle in der Klamm, Kapelle hl. Jakob, Höll-Kapelle GstNr.: 1364 Höll-Kapelle in der Klamm                                          |
| ja   | Datei hochladen | Kath. Pfarrkirche hl. Johannes der Täufer und Friedhof HERIS-ID: 57398 Objekt-ID: 67410 TKK: 19566    | gegenüber Unterkirchen 247 Standort KG: Leutasch | Der spätklassizistische Bau wurde von 1827 bis 1829 nach Plänen von Johann von Klebelsberg errichtet und 1831 geweiht. An das Langhaus schließen ein wenig eingezogener, gerade schließender Chor, die Sakristei, ein gedrungener Fassadenturm und eine halbrunde Vorhalle an. Der mit einem Platzlgewölbe gedeckte Innenraum wurde im vierten Viertel des 19. Jahrhunderts von Johann Kärle mit Heiligendarstellungen und Ornamenten ausgemalt. Das Altarblatt aus der Erbauungszeit stammt vom Imster Maler Josef Leibherr. | BDA-Hist.: Q38076318 Status: § 2a Stand der BDA-Liste: 2025-06-30 Name: Kath. Pfarrkirche hl. Johannes der Täufer und Friedhof GstNr.: .136, 1570, 1569/3 Pfarrkirche hl. Johannes der Täufer, Unterleutasch  |
| ja   | Datei hochladen | Widum HERIS-ID: 96687 Objekt-ID: 112250 TKK: 54139                                                    | Unterkirchen 247 Standort KG: Leutasch           | Der klassizistische Pfarrhof wurde 1827/1828 als zweigeschoßiger Mauerbau mit hohem Walmdach über einer Hohlkehle errichtet. Die Fassade ist durch Kordongesimse unterteilt und durch Eckpilaster gegliedert. | BDA-Hist.: Q37768544 Status: § 2a Stand der BDA-Liste: 2025-06-30 Name: Widum GstNr.: .135/1 Widum (Unterkirchen)                                                                                             |
| ja   | Datei hochladen | Bauernhaus, Itzlhof HERIS-ID: 39906 Objekt-ID: 39748 TKK: 54204                                       | Unterkirchen 254 Standort KG: Leutasch           | Der Itzlhof ist ein 1775 errichteter, zweigeschoßiger mächtiger Einhof unter auf allen Seiten weit vorkragendem Satteldach. Der Wohnteil mit seinem giebelseitig erschlossenen Mittelflurgrundriss ist gemauert, darüber Bundwerkgiebel und ein die gesamte Giebelbreite einnehmenden Giebelsöller. Der Wirtschaftsteil ist über dem gemauerten Erdgeschoß in Ständerbauweise ausgeführt. Der Wohnteil hat einfache Eckpilaster, gemalte Tür- und Fensterfaschen sowie eine reiche figurale Fassadenbemalung: Hll. Isidor und Notburga, Aufnahme Mariens in den Himmel, Kreuzigung, Pietà, Bitte um eine gute Sterbestunde, um 1780, in der Art des Josef Degenharts. | BDA-Hist.: Q37991594 Status: Bescheid Stand der BDA-Liste: 2025-06-30 Name: Bauernhaus, Itzlhof GstNr.: .131 Itzlhof (Unterkirchen)                                                                           |
| ja   | Datei hochladen | Kapelle beim Itzlhof, Franzosenkapelle HERIS-ID: 96690 Objekt-ID: 112253 TKK: 54142                   | bei Unterkirchen 254 Standort KG: Leutasch       | Die Kapelle wurde 1975 an Stelle eines aus dem 19. Jahrhundert stammenden Vorgängerbaus errichtet. Der schlichte Bau weist einen dreiseitigen Chorschluss, eine leicht spitzbogige Türöffnung und ein Satteldach mit Giebelreiter auf. | BDA-Hist.: Q37768558 Status: Bescheid Stand der BDA-Liste: 2025-06-30 Name: Kapelle beim Itzlhof, Franzosenkapelle GstNr.: .131 Hofkapelle Itzlhof                                                            |
| BW   | Datei hochladen | Kreuzgruppe mit Apostel HERIS-ID: 108279 Objekt-ID: 125711 TKK: 54221                                 | Standort KG: Leutasch                            | Die monumentale polychrome Kreuzgruppe besteht aus zwei geschnitzten Apostelfiguren (inschriftlich 1850), einem Kruzifix mit Engel sowie einem hl. Eustachius mit einem Hirsch. Nach dem Hochwasser 1959 wurde die Gruppe in einer Felshöhle oberhalb des Parkplatzes Gaistal neu aufgestellt. | BDA-Hist.: Q37812607 Status: § 2a Stand der BDA-Liste: 2025-06-30 Name: Kreuzgruppe mit Apostel GstNr.: 1672/2                                                                                                |